# Kvilleken

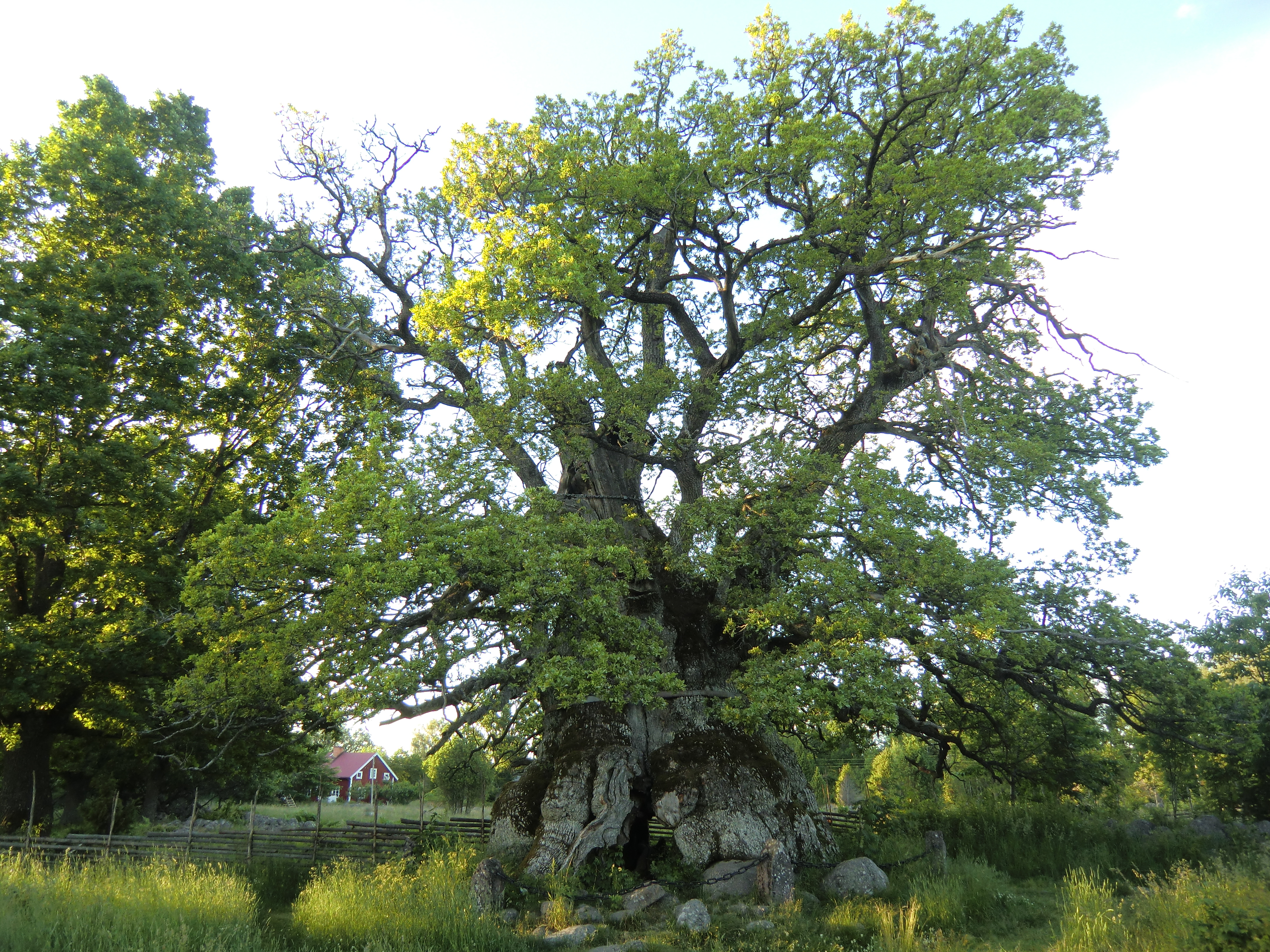
Kvilleken (Rumskullaeken) i juli 2011.

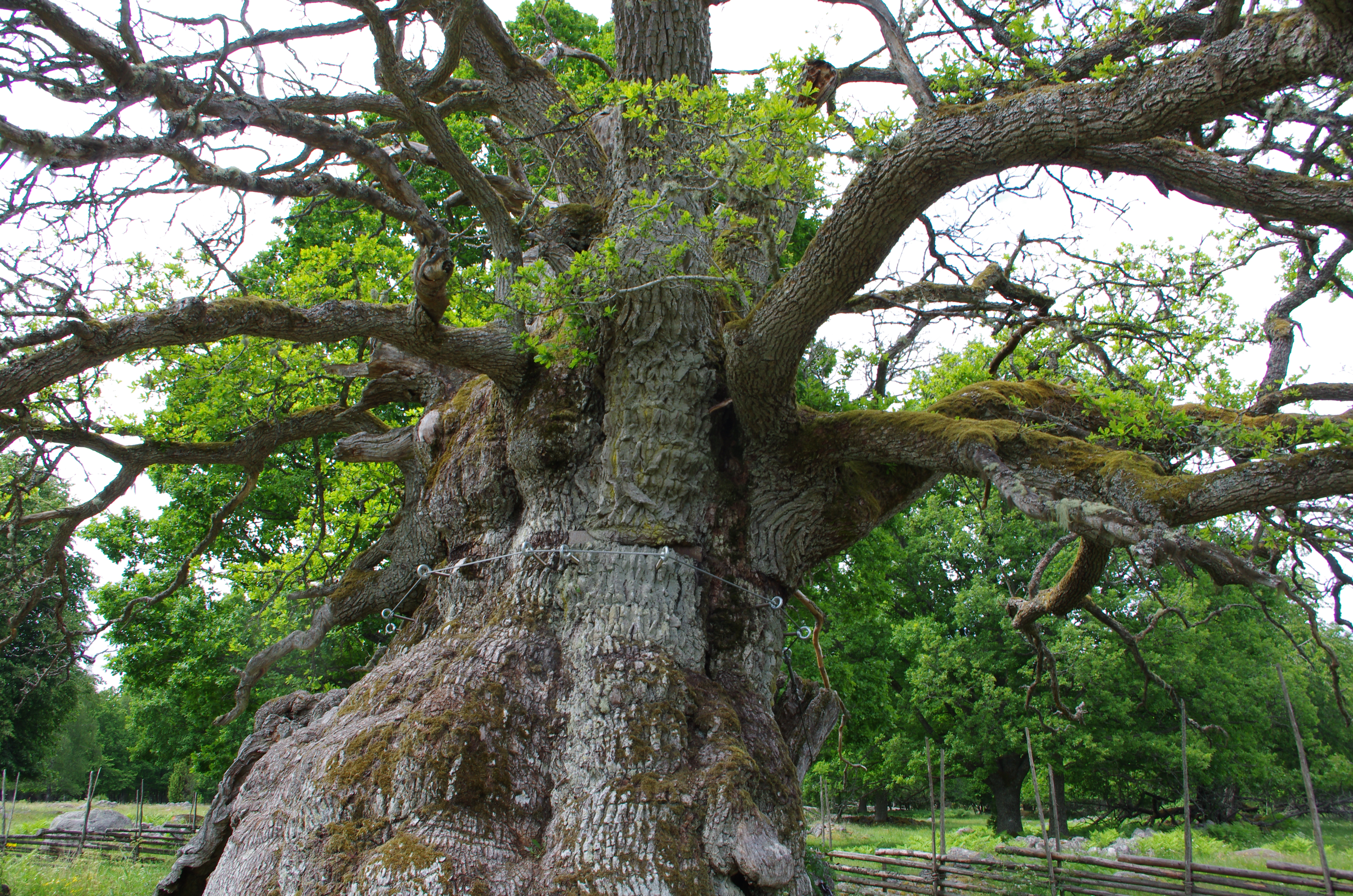
Stålbandet som tidigare höll ihop eken, har ersatts av en stålvajer på distans, 2016.

Kvilleken (även Rumskullaeken) är en tusenårig grov ek vid Norra Kvill i Rumskulla socken i Vimmerby kommun i Småland. År 2008 skapades Kvills naturreservat runt eken. Marken ägs av svenska staten genom Naturvårdsverket. Eken är dock döende.

## Historik
Kvilleken beskrevs första gången 1772 av häradsfogden Magnus Gabriel Craelius i boken Försök till ett landskaps beskrivning.  På Vimmerby kommuns hemsida står det såhär om eken "I slutet av 1930-talet gjordes en noggrann utredning om Kvillekens ålder och man kom då fram till att den var 950 år. Det innebär att den vid det här laget har passerat 1000 år och sannolikt är landets enda tusenårsek." Den har en volym av cirka 60 kubikmeter, en höjd på 14 meter och en omkrets av cirka 13 meter. Detta gör eken till ett av Sveriges grövsta träd.
I eken utspelar sig en av sexscenerna i Vilgot Sjömans film Jag är nyfiken gul.

## Skyddsåtgärder
Ett stålband omkring eken spändes upp på 1950-talet för att stödja stammen. Det ersattes delvis 2005, efter att någon klippt av bandet eftersom han ansåg att det var till skada. Lite högre upp i trädet håller en kätting ihop stammen. År 1998 förbjöds klättring i eken. Eken är numera helt ihålig.
Stålbandet ersattes 2012 med vajrar. 2018 uppgavs att eken dels blivit "stressad" av det band som satts upp efter sabotaget 2005, dels att trädet drabbats av fjärilslarven ekvecklare samt svampangrepp (mjöldagg).
2024 fick en av grenarna på den döende eken fortfarande löv.

## Detaljbilder

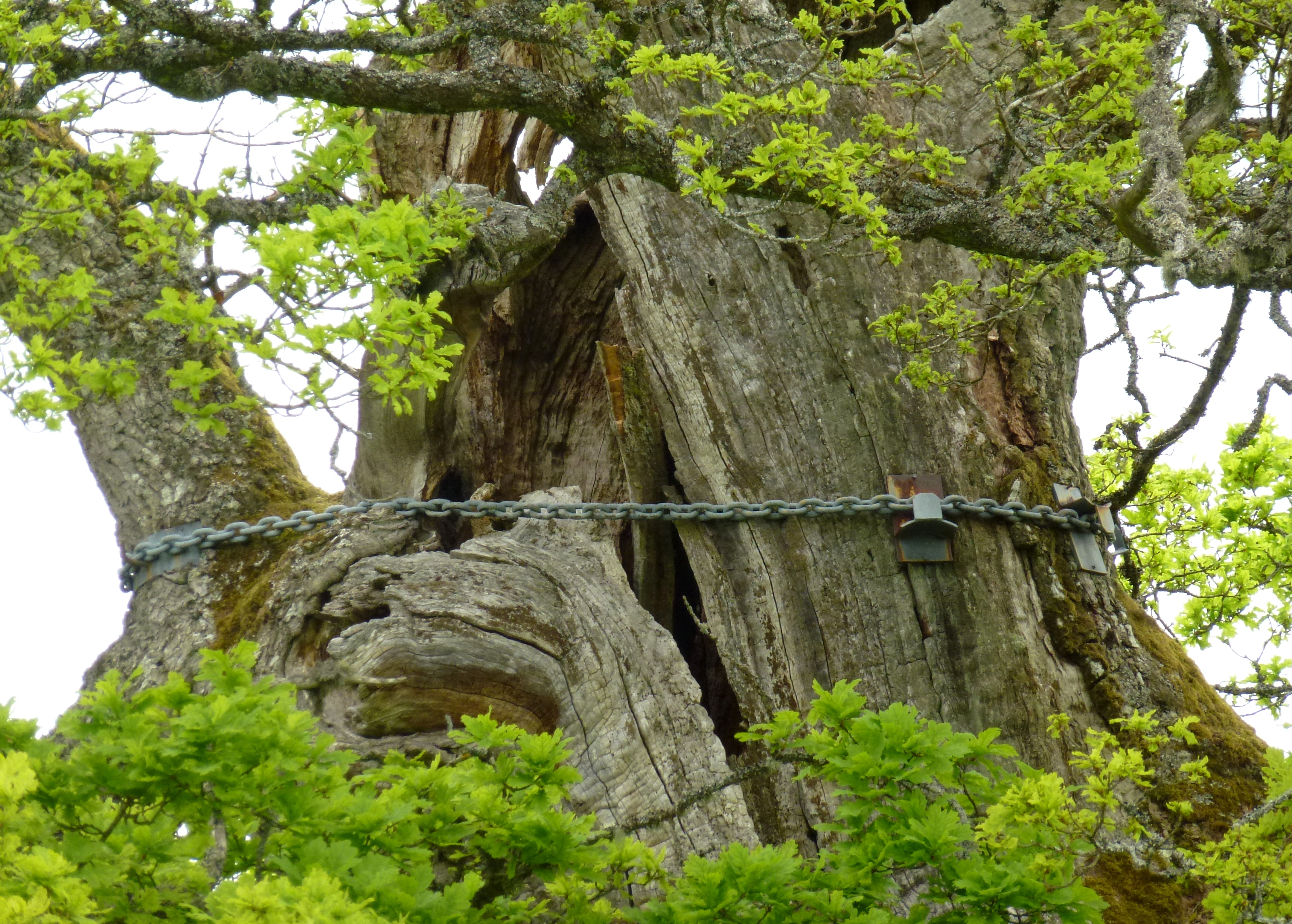
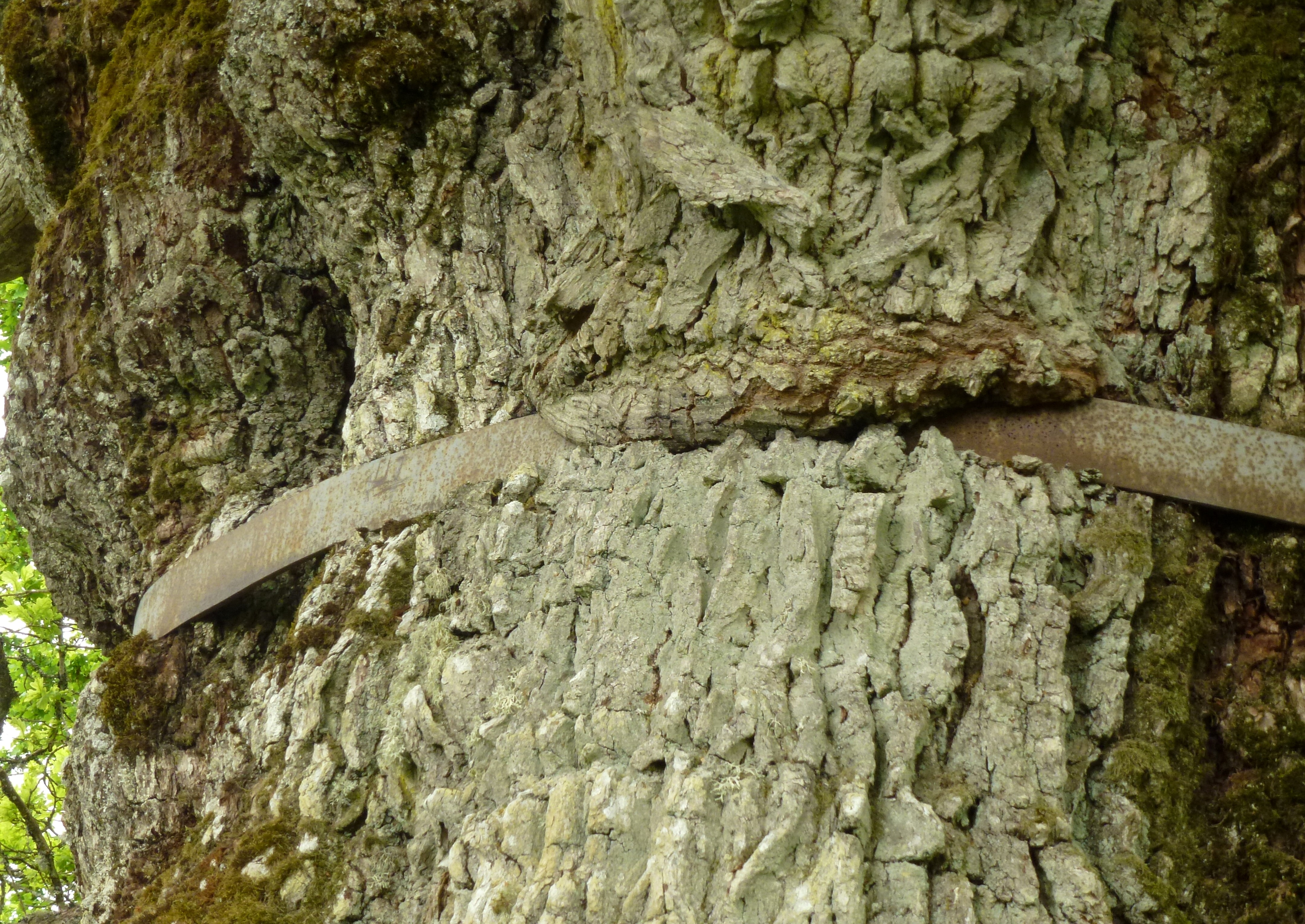
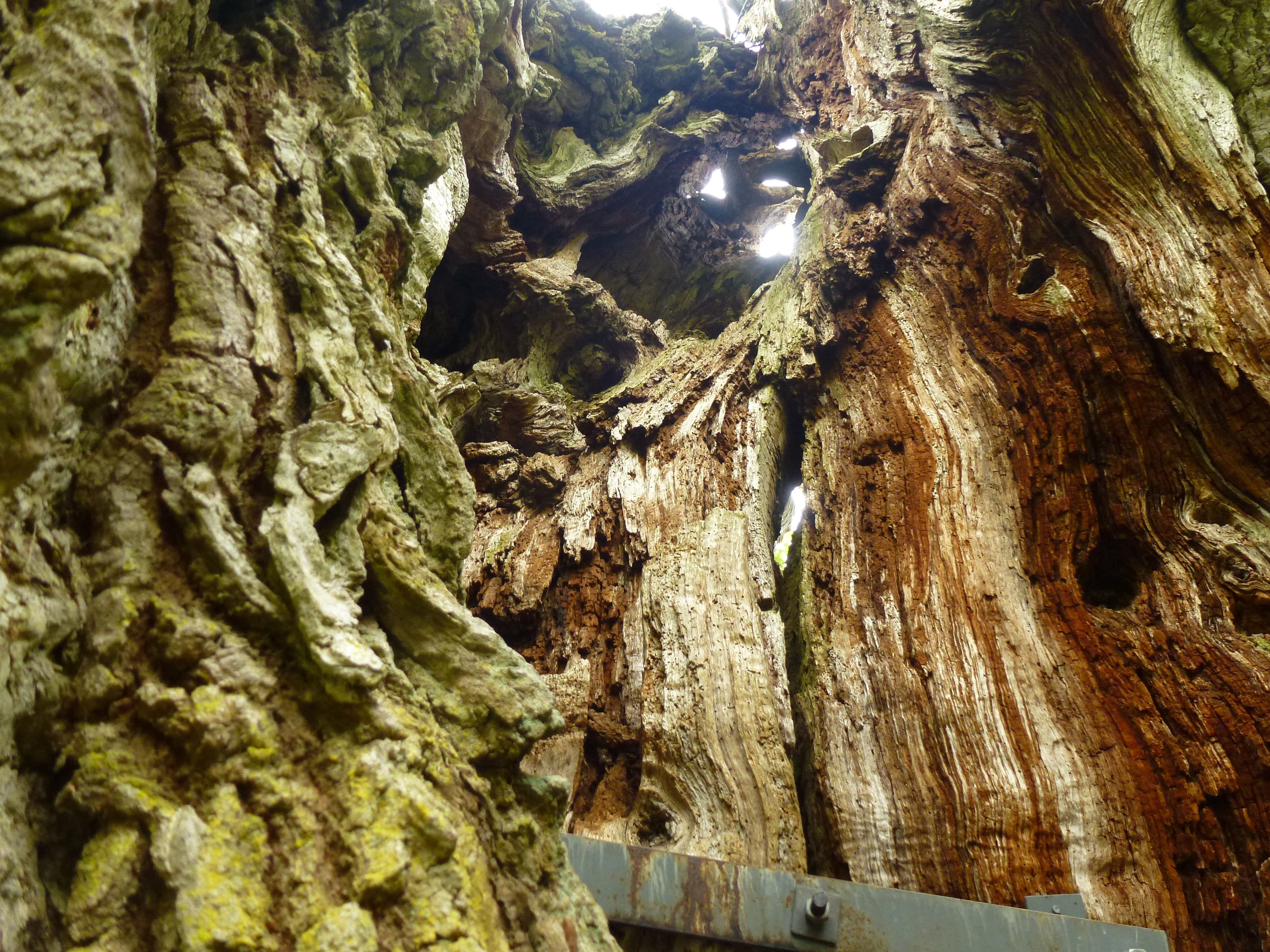
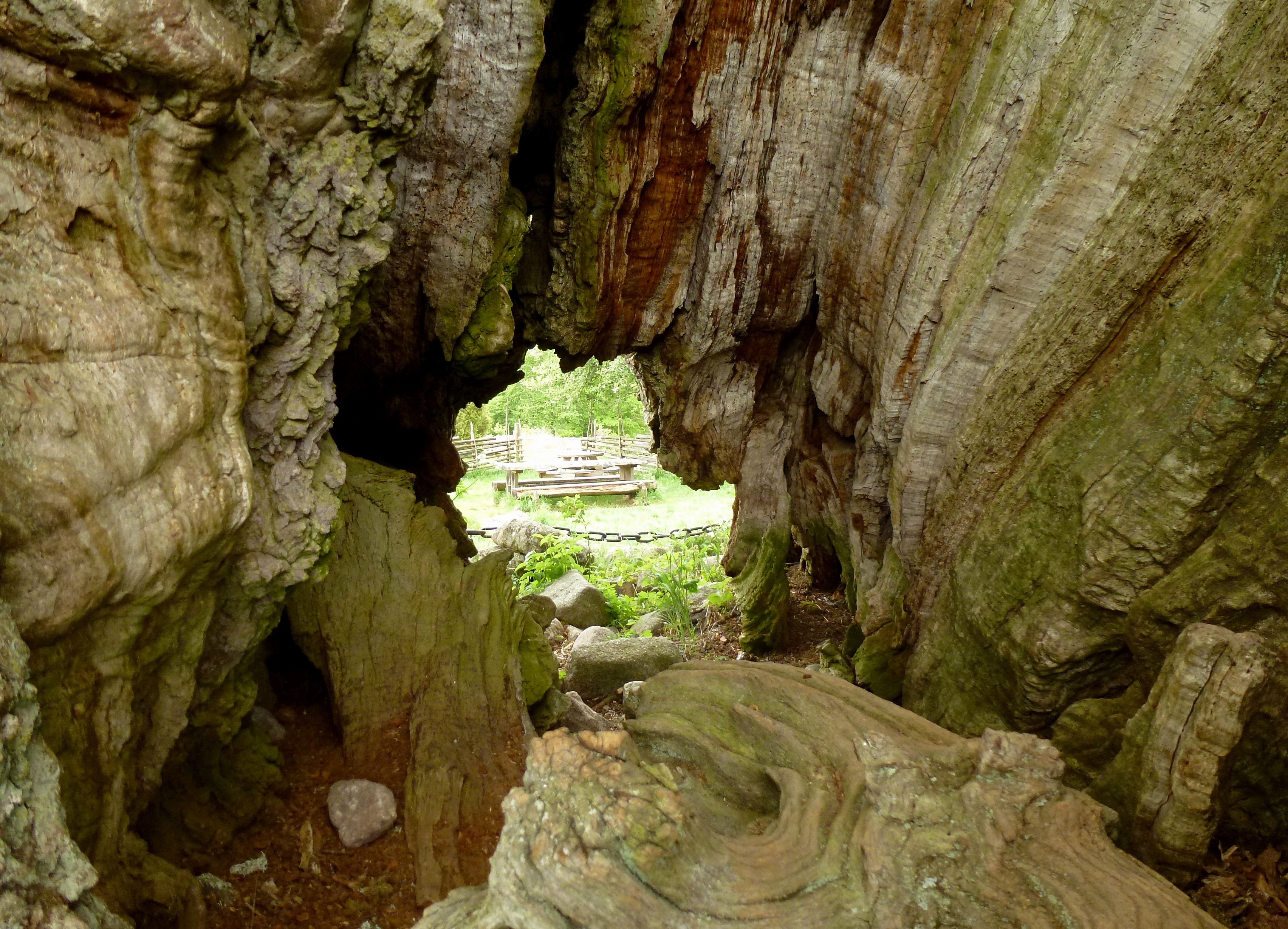
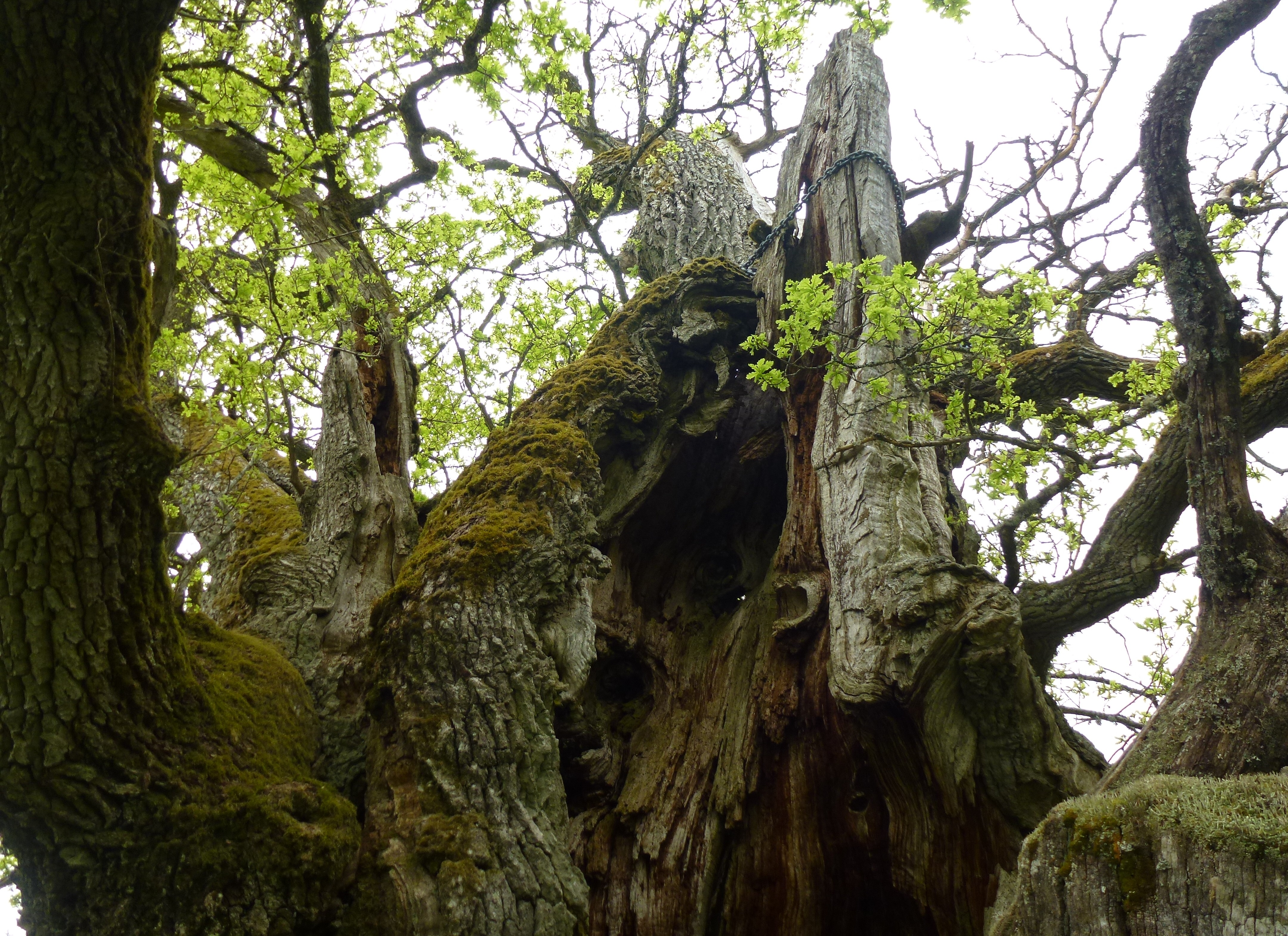